# Spårvägar i Portugal

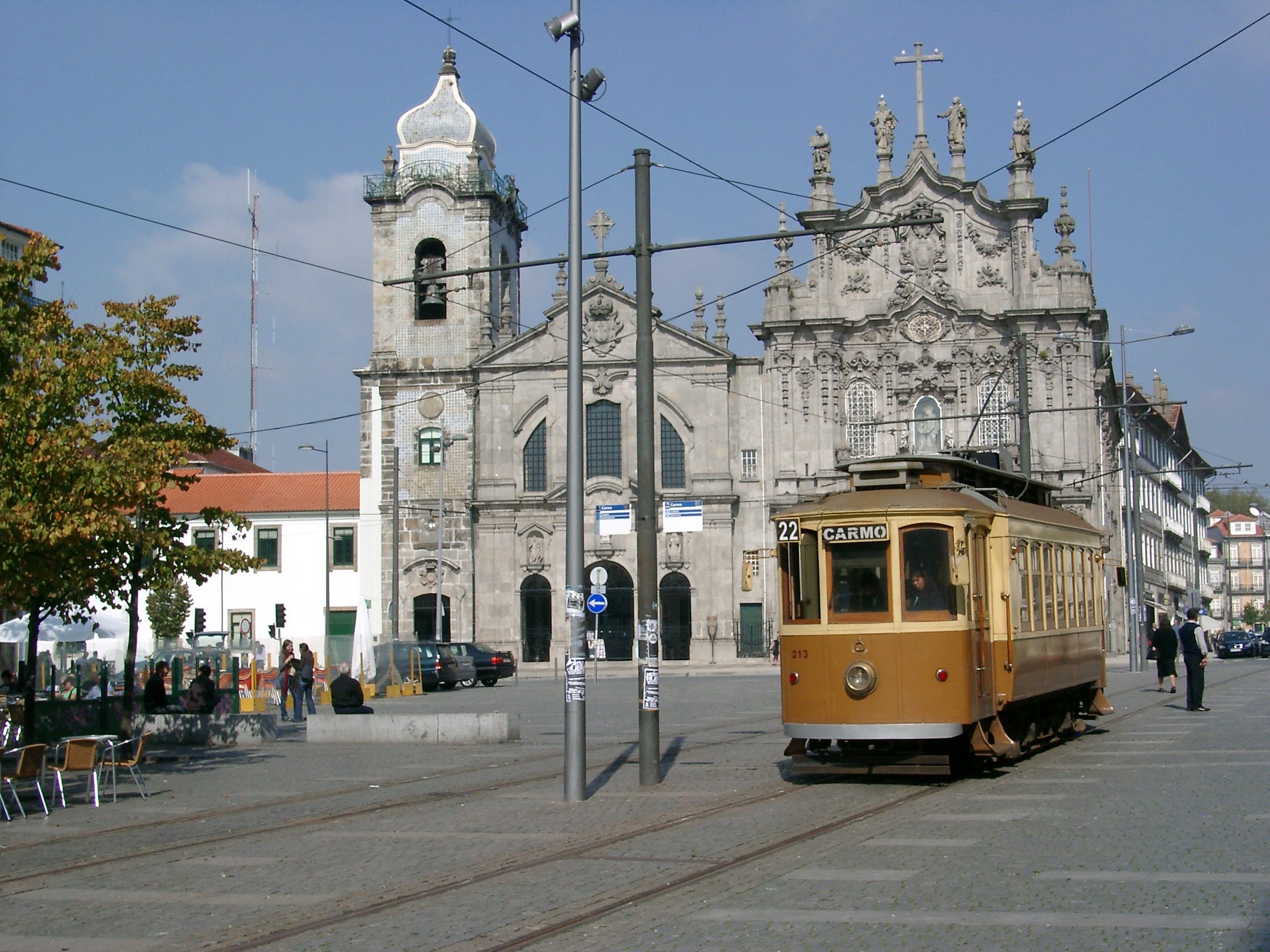
Veteranspårvagn framför Igrejas dos Carmelitas e do Carmo i Porto

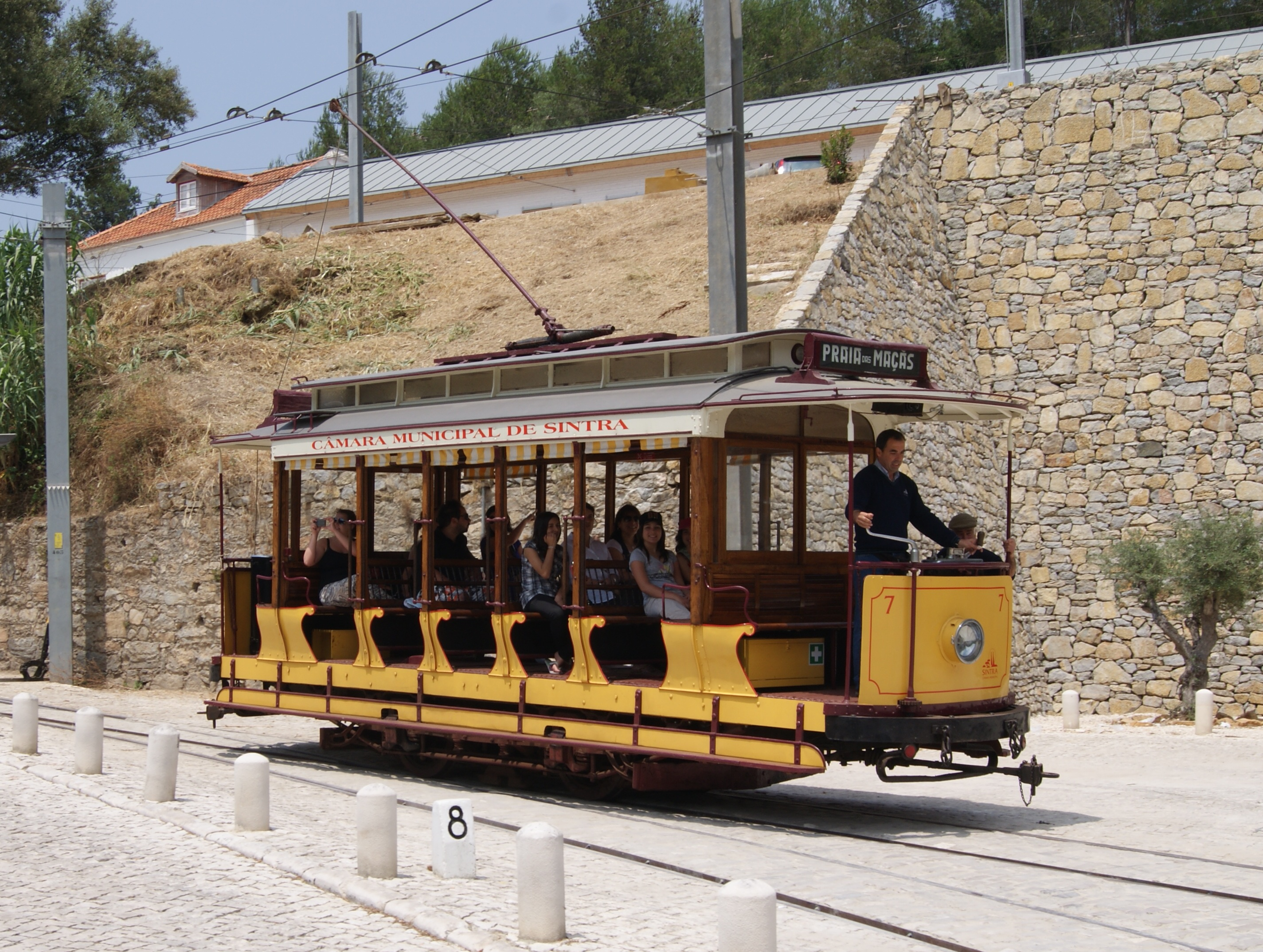
Öppen Brill-spårvagn från 1903, på väg från Avenida Nunes de Carvalho till Praia das Maçãs

Spårvägar i Portugal finns idag i tre stadsområden, varav som reguljärt transportslag i Lissabon och Porto samt som museispårväg i Sintra och Porto.
Det finns fem spårvägssystem i Portugal.

## Spårvägssystem
| System                                             | Operatör                                     | Spårlängd          | Antal linjer   | Antal spårvagnar | Kommentarer  |
| Lissabons spårväg, Lissabon                        | Carris                                       | 26 km 900 mm       | 6              | 48 (2016)        | Stadsnätverk |
| Metro Transportes Sul do Tejo, i Almada och Seixal | Metro Transportes Sul do Tejo                | 13,5 km 1000mm     | 3 19 stationer | 24               | Snabbspårväg |
| Portos spårväg, Porto                              | Sociedade de Transportes Colectivos do Porto | 56,7 km normalspår | 3              |                  | Museispårväg |
| Metro Porto, Porto                                 | Metro do Porto S.A.                          | 67 km normalspår   | 6 87 stationer | 102              | Snabbspårväg |
| Sintras spårväg, Sintra                            | Staden Sintra                                | 11,5 km 1000 mm    | 1              | 5                | Museijärnväg |

## Bildgalleri

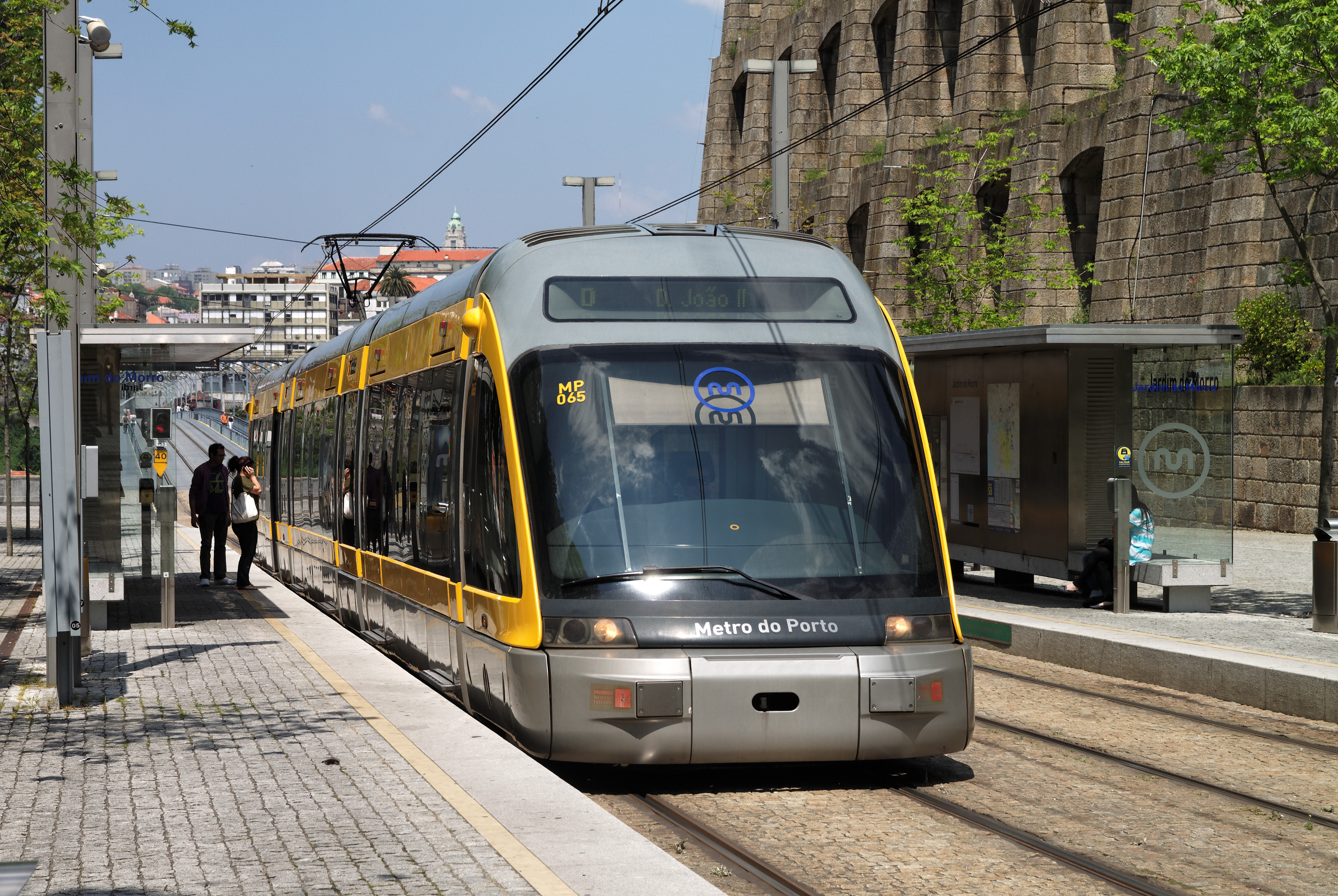
En Bombardier Flexity Outlook Eurotram på Jardim do Morro station i Gaia i Porto
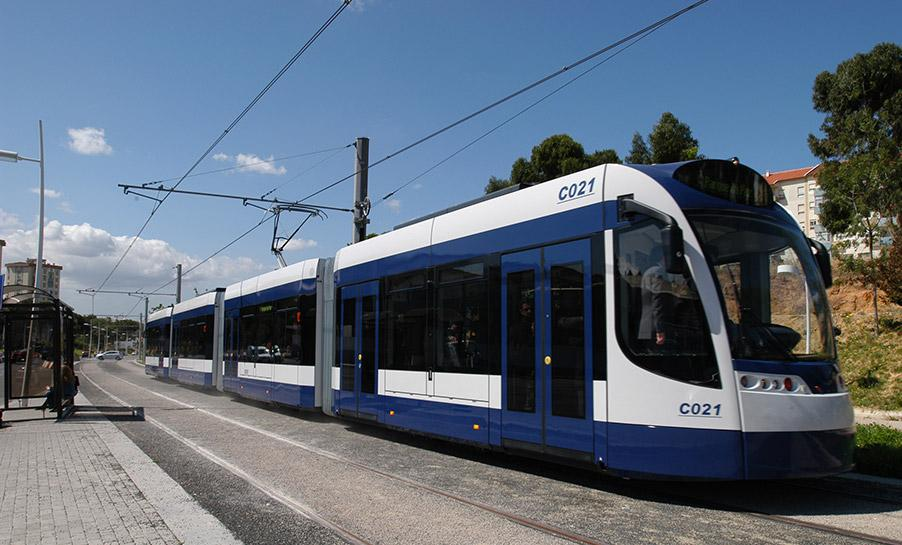
En Siemens Combino-snabbspårvagn i Almada
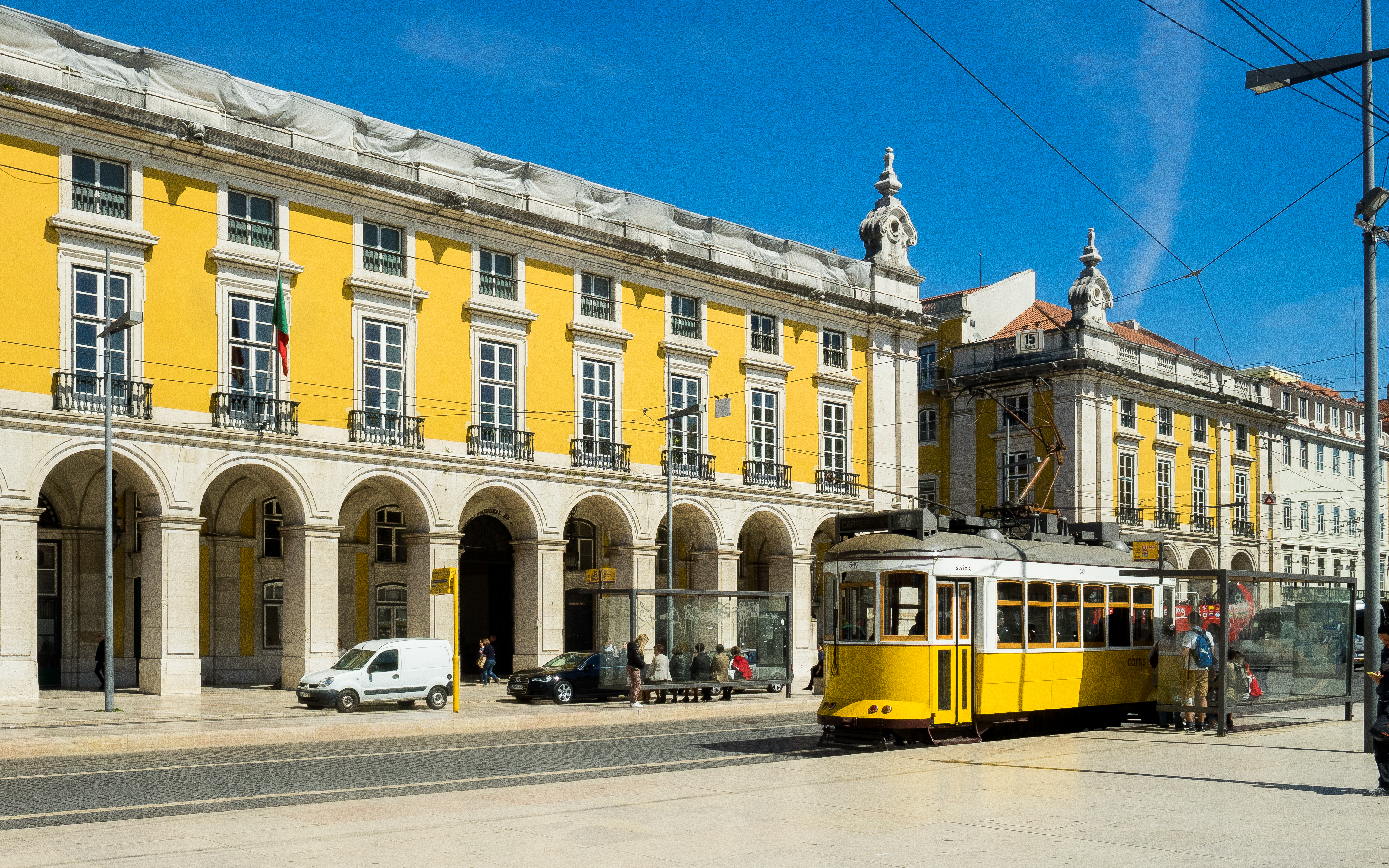
Spårvagn typ "Remodelado" vid hållplats på Praça do Comércio i Lissabon
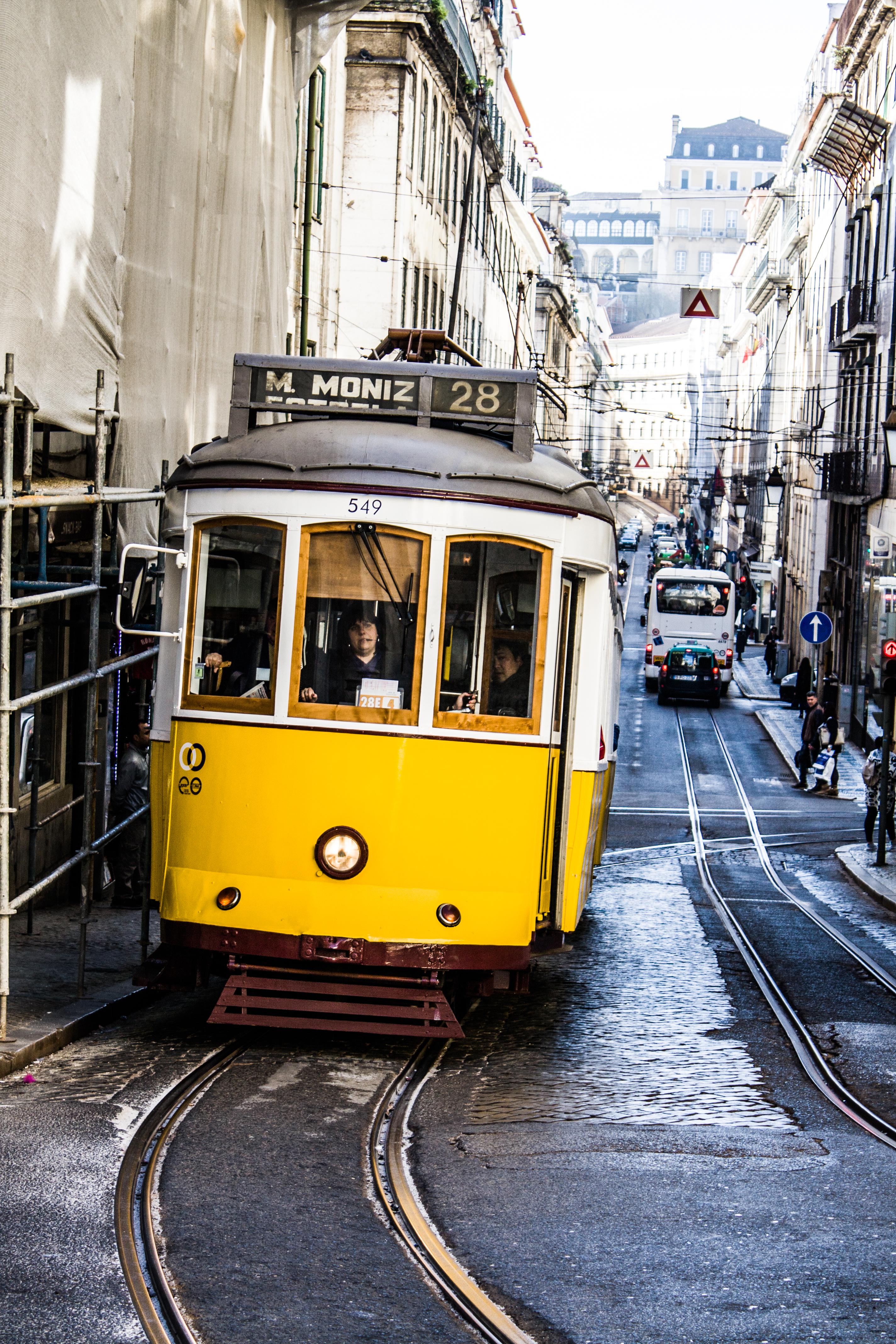
Spårväg typ "Remodelado" i Gamla stan i Lissabon